# Die Umstandshose
Die Umstandshose, auch bekannt als Hilfe, mein Mann ist schwanger und Das bedeutendste Ereignis (Originaltitel L’Événement le plus important depuis que l’homme a marché sur la lune), ist eine französisch-italienische Filmkomödie von Jacques Demy aus dem Jahr 1973 mit Catherine Deneuve und Marcello Mastroianni in den Hauptrollen.

## Handlung
Der Fahrlehrer Marco Mazetti und die Friseurin Irène de Fontenoy leben zusammen in Paris. Gemeinsam haben sie einen achtjährigen Sohn namens Lucas. Als Irène und Marco ein Konzert von Mireille Mathieu besuchen, bekommt Marco plötzlich Kopfschmerzen. Als diese schlimmer werden und sein Bauch immer runder wird, sucht er die Ärztin Dr. Delavigne auf. Nach einer kurzen Befragung und einer ersten Untersuchung verkündet Dr. Delavigne die überraschende Diagnose: Marco ist im vierten Monat schwanger. Die Ärztin rät Marco, einen Spezialisten aufzusuchen, und ruft umgehend den Gynäkologen Professor Gérard Chaumont de Latour an. Verwundert und besorgt kauft sich Marco anschließend ein Buch über die menschliche Anatomie.
Irène fährt Marco am nächsten Tag zu Professor Chaumont. Unterwegs fühlt sich Marco nicht wohl, was Irène veranlasst anzuhalten. Als ihr Marco schließlich mitteilt, dass er ein Kind bekommen werde, fällt Irène in Ohnmacht. Bei Professor Chaumont kommt sie wieder zu sich und zeigt sich empört, glaubt sie doch, Marco habe sie mit einem Mann betrogen. Der Professor und Dr. Delavigne versichern ihr jedoch, dass ein Kind nur zwischen Mann und Frau zustande kommen kann. Der Professor meint, dass Marcos ungewöhnlicher Zustand Folge von Umweltbelastungen und der modernen Ernährung sei, die seinen Hormonhaushalt verändert hätten. Marco befinde sich seiner Einschätzung nach auf einer weiterentwickelten Stufe der Evolution. Auf einem Medizinkongress will der Professor Marcos Fall der Fachwelt präsentieren.
Die Nachricht von Marcos Zustand spricht sich schnell herum. Marco und Irène werden daraufhin in eine Fernsehsendung eingeladen. Die internationale Presse stürzt sich auf den kuriosen Fall und auch die Modeindustrie bekundet Interesse. Während Irène die Situation mit Humor nimmt, gerät Marco, der inzwischen als Model für Umstandsmode Werbung macht, zunehmend in Panik. In einem Tagtraum sieht er, wie ihn zwei Männer in weißen Kitteln auf einen Billardtisch legen und ihm zunächst einen Telefonhörer und dann ein Huhn aus dem Bauch ziehen. Als selbst Irène sich mit dem Rollentausch ernster auseinandersetzt, stellt sich schließlich heraus, dass sich Dr. Delavigne und Professor Chaumont geirrt haben. Röntgenaufnahmen, die zuvor zum Wohle des Embryos nicht gemacht werden konnten, zeigen, dass Marco doch nicht schwanger ist. Als sich Irène und Marco im Friseursalon nach Jahren wilder Ehe das Ja-Wort geben, verkündet Irène, dass sie ein Kind erwarte.

## Hintergrund
Regisseur Jacques Demy hatte Catherine Deneuve mit Die Regenschirme von Cherbourg (1964) einst zum Star gemacht. Deneuve und ihr Filmpartner Marcello Mastroianni waren auch hinter den Kulissen ein Paar. Die gemeinsame Tochter Chiara Mastroianni war ein Jahr zuvor zur Welt gekommen.

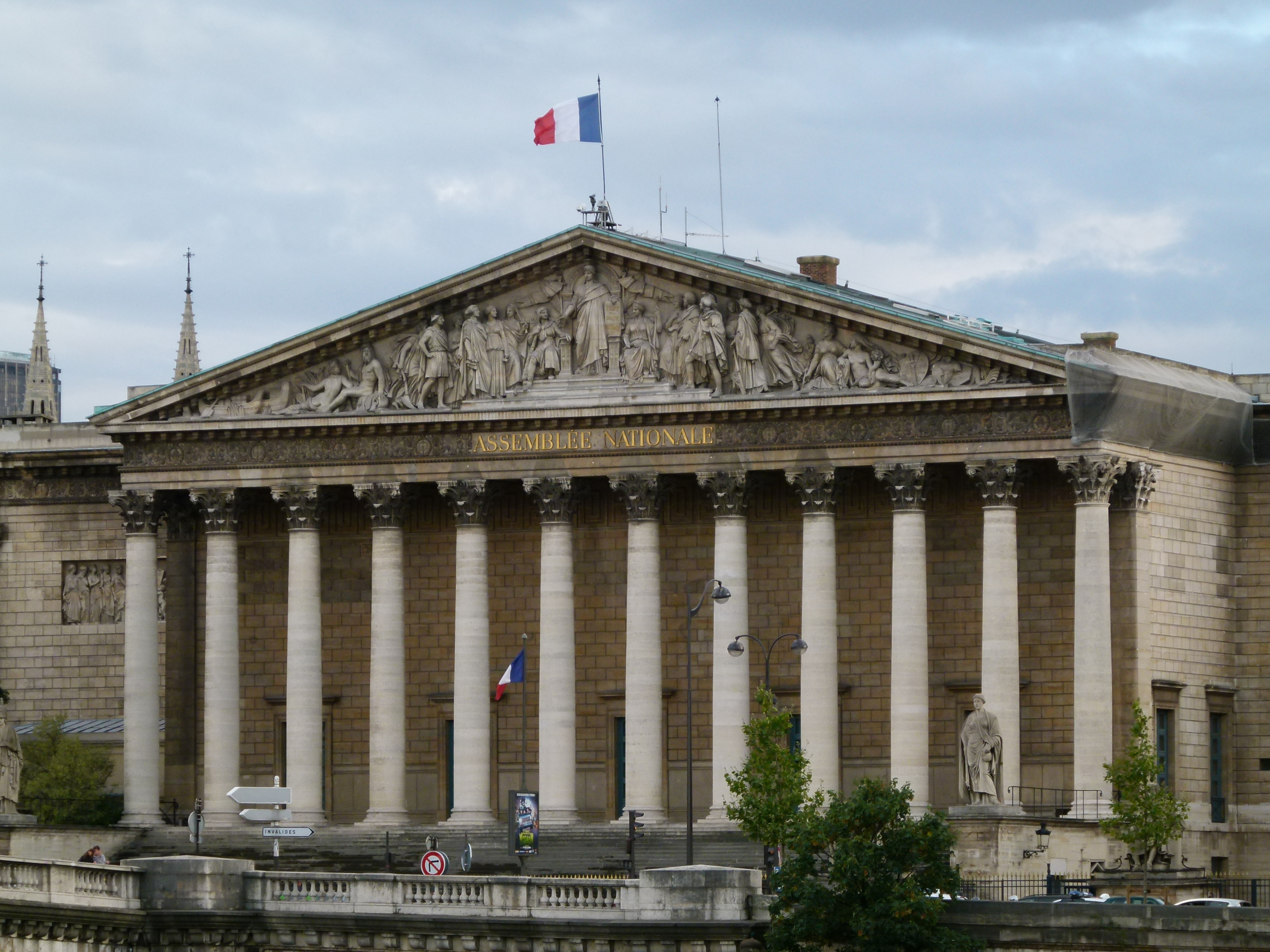
Das Palais Bourbon in Paris, ein Drehort des Films

Die Dreharbeiten fanden von Ende März bis Ende Mai 1973 in Paris statt, unter anderem an der Avenue des Champs-Élysées, vor und im Palais Bourbon sowie im Bobino an der Rue de la Gaîté in Montparnasse, wo Mireille Mathieu im Film ihren Auftritt hat und das Lied Mon Paris singt. Zu Beginn des Films ist Mathieu bereits mit dem Chanson L’Événement le plus important zu hören. Als Produktionsleiter fungierten die Brüder Henri und Ralph Baum, als Szenenbildner kam Bernard Evein zum Einsatz.
Die Umstandshose wurde am 20. September 1973 in Frankreich uraufgeführt. Unter dem Titel Das bedeutendste Ereignis kam der Film am 13. September 1974 in die Kinos der DDR. In der Bundesrepublik Deutschland wurde er 1983 auf Video veröffentlicht und am 28. Oktober 1986 von RTL plus erstmals im Fernsehen gezeigt.

## Kritiken
Dem Lexikon des internationalen Films zufolge entstand Die Umstandshose „aus einer sehr persönlichen Situation“ heraus. Der Film sei „jedoch inszenatorisch allzu behäbig und schlicht, um nachvollziehbar zu werden“. Darüber hinaus werde die Thematik der Rollenverteilung in ihrer „ironisiert[en]“ Darstellung „durch bloßes Umkehren der Geschlechterrollen verschenkt“. Cinema kam zu dem Schluss: „Auch wenn nicht jeder Gag ins Schwarze trifft, das (damals privat verbandelte) Duo Deneuve und Mastroianni tröstet über alle Schwächen hinweg.“
Laut Hal Erickson vom All Movie Guide zeige sich auch mit Die Umstandshose „Jacques Demys Neigung, aus dem unwahrscheinlichsten Material eine funktionierende Komödie zu machen“. Der Film treibe den Gag um den Rollentausch bis zum Äußersten – mitunter bis zum Exzess. Hauptdarsteller Mastroianni gelinge es jedoch stets – im Gegensatz zu Billy Crystal in Ja, lüg’ ich denn? oder Arnold Schwarzenegger in Junior –, „die Notlage seiner Figur glaubhaft zu machen“.

## Deutsche Fassung
Die deutsche Synchronfassung entstand 1982 bei der Film- & Fernseh-Synchron in München. Für das Dialogbuch und die Synchronregie war Erik Paulsen verantwortlich
| Rolle             | Darsteller           | Synchronsprecher    |
| ----------------- | -------------------- | ------------------- |
| Irène de Fontenoy | Catherine Deneuve    | Marion Hartmann     |
| Marco Mazetti     | Marcello Mastroianni | Fred Maire          |
| Dr. Delavigne     | Micheline Presle     | Ursula Traun        |
| Lucien Soumain    | Claude Melki         | Willi Röbke         |
| sie selbst        | Mireille Mathieu     | Anke Stielhoff      |
| Scipion Lemeu     | André Falcon         | Mogens von Gadow    |
| Lamarie           | Maurice Biraud       | Hans-Jürgen Leuthen |
| Ramona Martinez   | Alice Sapritch       | Maria Landrock      |
| Madame Corfa      | Micheline Dax        | Elia Zimmermann     |
| Lucas             | Benjamin Legrand     | Inez Günther        |